# Diego López Fuentes
Diego López Fuentes (Estella, 9 dicembre 1997) è un ex ciclista su strada spagnolo, attivo in formazioni UCI dal 2018 al 2022.

## Piazzamenti

### Competizioni mondiali
- Campionati del mondo

Ponferrada 2014 - Cronometro Juniores: 53º
Ponferrada 2014 - In linea Juniores: 69º
Fiandre 2021 - Staffetta mista: 11º

### Competizioni continentali
- Campionati europei

Herning 2017 - In linea Under-23: 121º
Brno 2018 - Cronometro Under-23: 23º